# Ángel Domingo Riverol
Ángel Domingo Riverol (Buenos Aires; 1 de octubre de 1893 - Medellín, 26 de junio de 1935) fue uno de los guitarristas argentinos de Carlos Gardel.

## Biografía
Nació en el barrio de Montserrat en octubre de 1893. Fue el menor de seis hijos del matrimonio formado por Ángel Riverol y Dolores Cabral, ambos nacidos en Las Palmas, España. Su madre fue quien le enseñó a tocar la guitarra cuando sólo contaba con diez años de edad.
Se inició en 1914 con el bandoneonista Juan Canaro, hermano de Francisco, recorriendo San Pedro, Bragado y otras ciudades de la provincia de Buenos Aires, sin mayor éxito. Más tarde secundó a Ignacio Corsini que se presentaba en el «Teatro de Verano», con la compañía de José Podestá. Casado desde 1913 se ganó la vida trabajando como pintor y empapelador, la cual tuvo que abandonar tiempo después debido a una cirugía por una úlcera estomacal.
En 1915 se perfeccionó utilizando como instrumento musical predilecto su guitarra de nueve cuerdas, en un trío que integraba el violinista Enrique Gíménez y un bandoneonista de apellido Alonso. Tocó en diferente cafés con varios músicos de le época dorada.
En 1916 y 1917 acompañó en sus presentaciones en el teatro Casino al recordado dúo Greco-Riverol, formado por los cantores Ángel Greco y su primo Ignacio Riverol. En 1917 integra un trío junto a quien con el gran bandoneonista Carlos Marcucci y el violinista Raimundo «Mumo» Orsi.
En 1921 forma un dúo con el guitarrista y compositor Antonio Di Benedetto, secundando además a un cantor de apellido Remvenutto. En 1924 y 1925 colaboró con Roberto Díaz y Pedro Noda. En 1928 secundó a Libertad Lamarque y al año siguiente a Carlos Dix. Ese mismo año, junto a Di Benedetto, secundaron al dúo de cantores Pidoto-Argüello, integrado por Pedro Pidoto y Ramón Eladio Argüello, creadores del recordado vals «Adoración» y con el guitarrista Juan José Buscaglia acompañaron al cantor Héctor Wilde. Desde 1928 fue acompañante del cantor Domingo Conte y de su entonces compañero de dúo Pascual Ferrandino. También trabajó con los bandoneonistas Julián Divasto y Fernando Montoni.

## Con Gardel
Inicialmente Gardel le había propuesto formar parte de su equipo a Emilio Sola, pero por oposición de su familia éste no pudo aceptar, por lo que le recomendó que viera a Riverol.
Mientras Riverol se encontraba efectuando unos trabajos de pintura en el café «Los 36 billares», de la calle Corrientes, José María Aguilar lo fue a buscar a su casa de parte de Gardel, pero como no se encontraba, Aguilar pidió su dirección y volvió con el cantante, quien luego le mandaría un telegrama con la dirección de su casa (San Pedro 6650) en donde se le realizaría la audición.
Convertido en el cuarto guitarrista (en orden cronológico) de Gardel, debuta el 20 de marzo de 1930, secundándolo junto a Guillermo Barbieri y José María Aguilar, grabando los tangos:
- Juventud
- Corazón de papel
- Buenos Aires
- Palomita blanca
- Aromas del Cairo

A partir del 4 de abril se presentan por Radio Nacional, hasta fines de mayo y desde el 9 de abril hasta el 3 de mayo en el Teatro Empire.
Comenzó su más importante etapa profesional junto a Carlos Gardel en marzo de 1930, aunque ya se lo solía vincular a él desde septiembre de 1929.
En febrero de 1931 luego de que José María Aguilar se retirara transitoriamente, secundó a Barbieri hasta septiembre de ese mismo año. Participando en la película Las luces de Buenos Aires, acompañando a Gardel en la canción El rosal y cantando en dúo la chacarera La sufrida.
Colaboró en algunas de los tangos que el Zorzal presentó en sus películas y conciertos, si bien no se dedicaba a componer dejó 5 composiciones que fueron de gran utilidad para Gardel:
- Mañanitas de campo
- Trovas
- Falsas promesas
- Rosal de amor
- Con la cruz a cuestas[2]

Cuando Gardel parte hacia Europa en 1933, Riverol acompañó a otros grandes artistas del momento en Buenos Aires, como fueron Azucena Maizani, Mercedes Simone, Teófilo Ibáñez, Oscar Ugarte, Armando Barbé, Mercedes Carné, Adhelma Falcón y Julia Ferro.

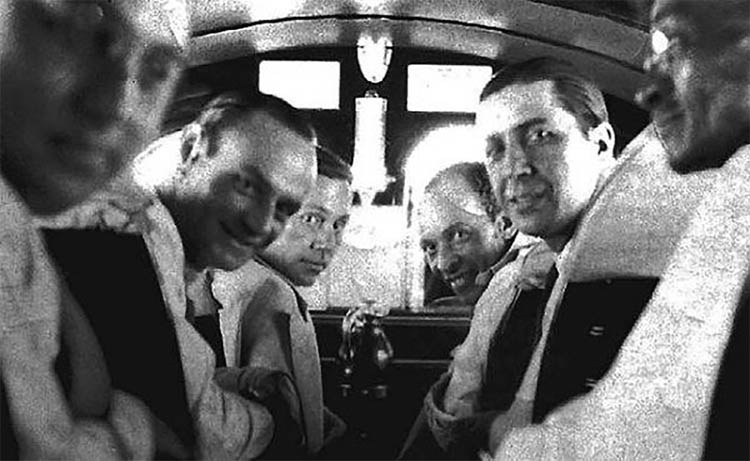
Última foto de Riverol, junto a Gardel.

## Fallecimiento
Ángel Domingo Riverol volvía el 24 de junio de 1935 desde Medellín, Colombia, en la misma avioneta «Panamericana» que Gardel y otros músicos como Guillermo Barbieri y Alfredo Le Pera, cuando esta estalló apenas despegaba al chocar con otra avioneta. Riverol, a diferencia de los anteriores, falleció dos días más tarde como consecuencia de las graves heridas sufridas.
Estuvo casado desde 1913 hasta su muerte con Aurelia Giuliano.